# Postřekov
Postřekov település Csehországban, a Domažlicei járásban. Postřekov Mnichov, Pařezov, Ždánov, Klenčí pod Čerchovem, Nemanice, Nový Kramolín és Díly településekkel határos. Lakosainak száma 1105 fő (2024. január 1.).

## Népesség
A település lakosságának változását az alábbi diagram mutatja:
| Lakosok száma | 1473 | 1547 | 1706 | 1003 | 1230 | 1131 | 1129 | 1132 | 1094 | 1105 |
|               | 1869 | 1890 | 1921 | 1950 | 1980 | 2001 | 2017 | 2019 | 2022 | 2024 |